# Chiodo di passione
Chiodo di Passione è un termine utilizzato in araldica per indicare quello colla capocchia aguzza, a piramide. Secondo alcuni araldisti il termine chiodi della Passione dovrebbe essere utilizzato solo per descrivere tre di questi chiodi posti in ventaglio.

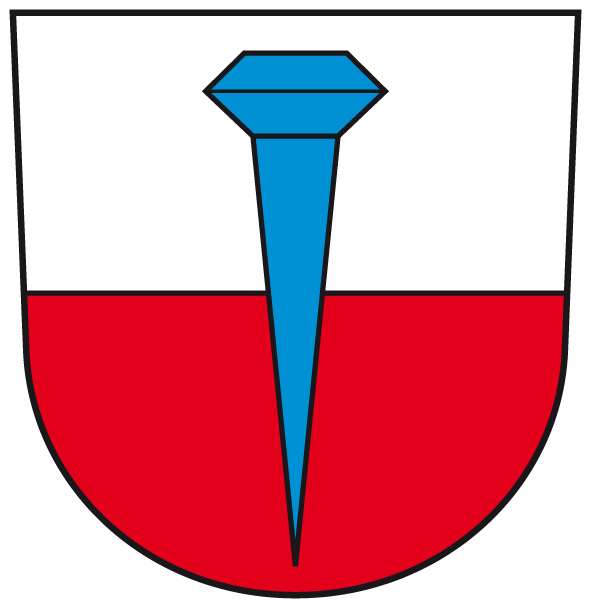
Chiodo della Passione (stemma di Nagold, Germania)
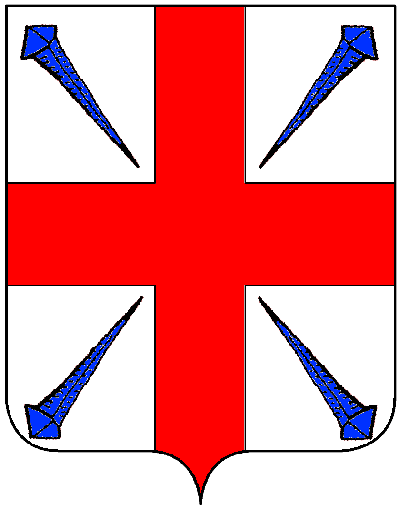
Croce accantonata da 4 chiodi della Passione (famiglia Machiavelli di Firenze)
Fascia d'argento accompagnata da un chiodo della Passione dello stesso nel capo (Vieille-Église-en-Yvelines, Francia)
Corona di spine e chiodi della Passione d'oro posti in ventaglio (Saint Saviour, Jersey)
Corona di spine e chiodi della Passione d'argento (Saint-Maur-des-Fossés, Francia)
Cuore di rosso caricato di chiodi della Passione d'oro (Wingerode, Germania)
Tre chiodi della Passione d'argento (Lommerange, Francia)